# Gerd Radde
Gerd Radde (* 6. Januar 1924 in Nielep (Pommern); † 29. März 2008 in Berlin) war ein deutscher Pädagoge und Bildungshistoriker.

## Leben

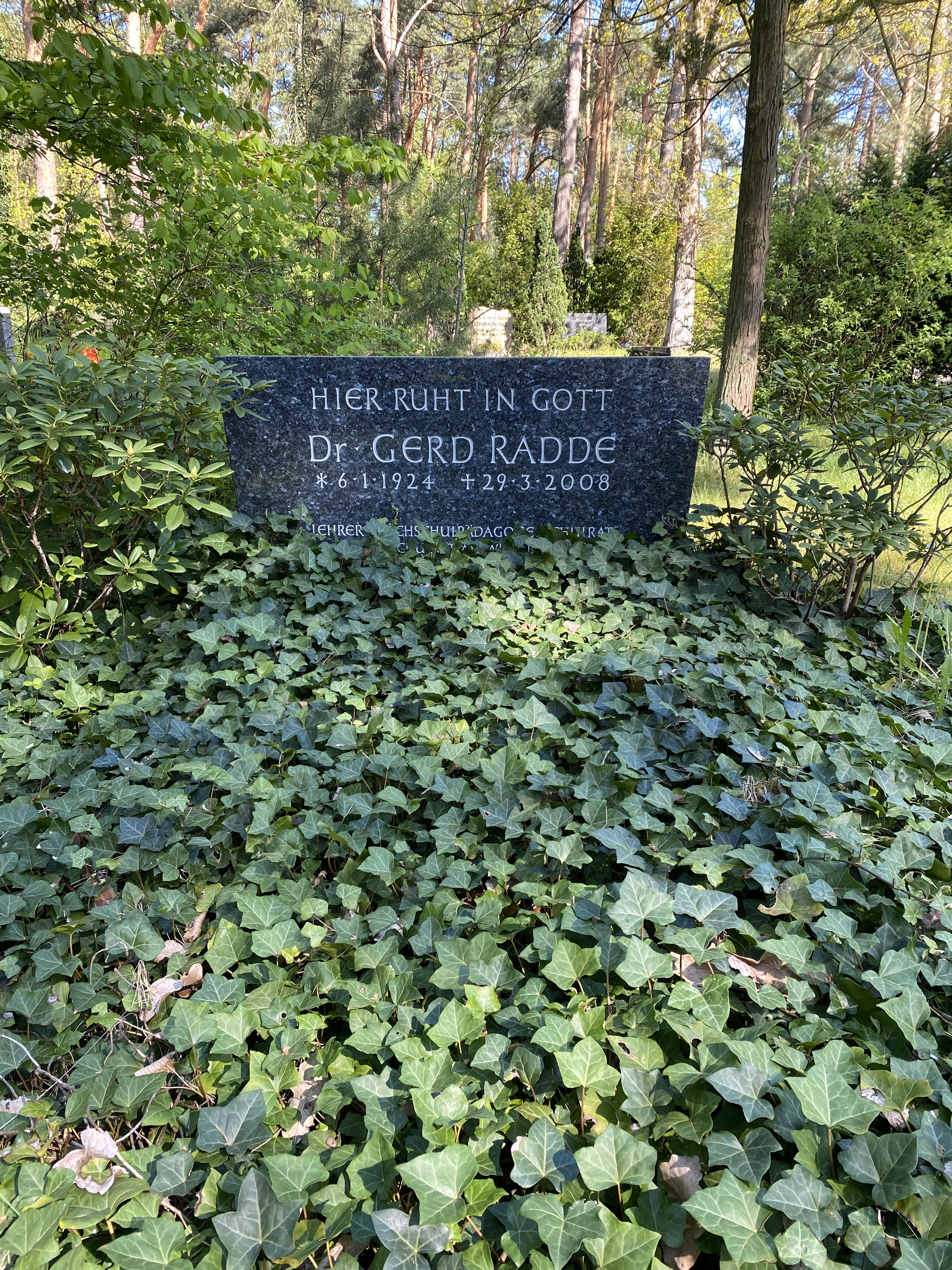
Grabstätte auf dem Waldfriedhof Zehlendorf

Radde gehörte 1946 zum ersten Studienjahrgang an der neu gegründeten, von Wilhelm Blume geleiteten Pädagogischen Hochschule Groß-Berlin.
Nach seinem Lehrer-Studium war er zunächst in Berlin-Neukölln (Britz) als Lehrer tätig, bis er 1962 als Wissenschaftlicher Assistent von Wilhelm Richter an die Pädagogische Hochschule Berlin ging, wo er bereits ab 1958 ein Zweitstudium machte. Später wechselte er in die West-Berliner Schulverwaltung und war dort zuletzt Oberschulrat beim Wissenschaftlichen Landesprüfungsamt.
Einen Namen machte sich Radde vor allem als Biograph des Berliner Schulreformers Fritz Karsen, dessen Leben und Wirken nach dem Krieg weitgehend in Vergessenheit geraten waren. Es ist das Verdienst Raddes, die Arbeit des Reformpädagogen wiederentdeckt und mit seiner Dissertation 1973 wissenschaftlich erforscht zu haben.
Gerd Radde wurde auf dem Waldfriedhof Zehlendorf (Feld 058) beigesetzt.

## Veröffentlichungen (Auswahl)
- Gerd Radde: Fritz Karsen: ein Berliner Schulreformer der Weimarer Zeit. Berlin 1973. - Gerd Radde: Fritz Karsen: ein Berliner Schulreformer der Weimarer Zeit Erweiterte Neuausgabe. Mit einem „Bericht über den Vater“ von Sonja Karsen (=Studien zur Bildungsreform, 37). Frankfurt a. M. [u. a.] 1999, ISBN 3-631-34896-7

- Gerd Radde: Verfolgt, verdrängt und (fast) vergessen: der Reformpädagoge Fritz Karsen. In: Erziehungswissenschaft und Nationalsozialismus: eine kritische Positionsbestimmung (1990), S. 87–100.

- Gerd Radde u. a. (Hg. und Autor): Schulreform. Kontinuitäten und Brüche. Das Versuchsfeld Berlin-Neukölln 1912 bis 1972 (Bd. 1) und 1945 bis 1972 (Bd. 2). Opladen 1993, ISBN 3-8100-1129-0 + 3-8100-1181-9